# 佩尼亞 (喬治亞州)
佩尼亞（英語：Penia）是位於美國喬治亞州克里斯普縣的一個非建制地區。該地的面積和人口皆未知。

## 地理
佩尼亞的座標為31°58′12″N 83°42′01″W / 31.97000°N 83.70028°W，而該地的平均海拔高度為131米（即430英尺）。